# Institut Jean-Jacques Rousseau

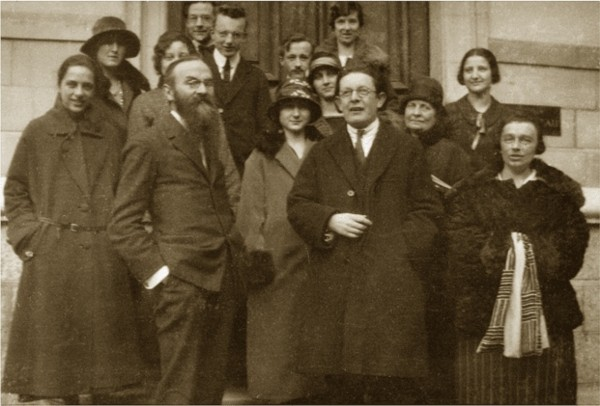
Institut Jean-Jacques Rousseau

Das Institut Jean-Jacques Rousseau – auch École des sciences de l’éducation – wurde 1912 als private Hochschule für Pädagogik gegründet auf Initiative von Édouard Claparède. Es gehört seit 1929 zur Universität Genf und bildet dort seit 1975 die Fakultät für Psychologie und Erziehungswissenschaften.
Den Namen wählte der Gründer in der Geburtsstadt des Philosophen Jean-Jacques Rousseau (1712–1778), obwohl dieser dort nicht gut gelitten war: Rousseau zeigte die Notwendigkeit, die Natur eines Kindes zu beobachten und zu kennen sowie sich seiner Bedürfnisse und Interessen bewusst zu sein. Hier wuchs die Genfer Schule der Psychologie unter Jean Piaget heran, dessen Entwicklungspsychologie bis heute weltweit beachtet wird.
Dieses Institut ermöglicht heute neben dem Studium vielen Erziehungswissenschaftlern sich zu orientieren, zu dokumentieren, sich in der wissenschaftlichen Methode zu trainieren. Es ist ein Forschungs- und Informationszentrum, das Impulse zur Innovation in der Erziehung gibt. Unter seinen Direktoren waren Jean Piaget (1929–1963), Pierre Bovet und Adolphe Ferrière. Es war lange Zeit eng verflochten mit dem Bureau international d’éducation (IBE). Ihm angegliedert ist ein Archiv mit den übertragenen Privatbibliotheken mehrerer Forscher, das der Bildungshistoriker Daniel Hameline lange geleitet hat.